# Korker Wald
Korker Wald este o arie protejată (sit de importanță comunitară — SCI, arie de protecție specială avifaunistică — SPA) din Germania întinsă pe o suprafață de 2.826,72 ha, integral pe uscat.

## Localizare
Centrul sitului Korker Wald este situat la coordonatele 48°35′53″N 7°56′39″E / 48.5981°N 7.9442°E.

## Înființare
Situl Korker Wald a fost declarat arie de protecție specială avifaunistică în noiembrie 2007 pentru a proteja 10 specii de animale. Situl a fost protejat și ca sit de importanță comunitară în noiembrie 2007.

## Biodiversitate
Situată în ecoregiunea continentală, aria protejată nu include niciun habitat protejat.
La baza desemnării sitului se află mai multe specii protejate de  păsări (10): pescăruș albastru (Alcedo atthis), porumbel de scorbură (Columba oenas), ciocănitoarea de stejar (Dendrocopos medius), ciocănitoare neagră (Dryocopus martius), șoimul rândunelelor (Falco subbuteo), sfrâncioc roșiatic (Lanius collurio), gaia neagră (Milvus migrans), gaia roșie (Milvus milvus), viespar (Pernis apivorus), ciocănitoare verzuie (Picus canus).